# 劉章 (斉王)
劉 章（りゅう しょう、生年不詳 - 46年）は、後漢の皇族。斉哀王。

## 経歴
劉縯の長男として生まれた。幼くして父を失い、叔父の光武帝に養育された。光武帝はかれに吏事に親しませようと、試みに平陰県令を代行させたり、梁郡太守に任じたりした。26年（建武2年）、劉章は太原王に封じられた。37年（建武13年）、斉公に降封された。43年（建武19年）、斉王に封じられた。
46年（建武22年）、死去した。諡は哀王といった。子の劉石が後を嗣いで、斉王として立った。

## 子女
- 斉煬王 劉石（後嗣）
- 下博侯 劉張

## 伝記資料
- 『後漢書』巻14 列伝第4